# Medienbotschafter China-Deutschland
Medienbotschafter China – Deutschland ist ein Stipendienprogramm für Journalisten, das 2008 von der Robert Bosch Stiftung unter der Schirmherrschaft des damaligen Außenministers Frank-Walter Steinmeier ins Leben gerufen wurde.
Jährlich vergibt die Stiftung in Zusammenarbeit mit dem International Media Center Hamburg (IMCH) der Universität Hamburg sechzehn Stipendien an junge chinesische und deutsche Journalisten. Die Journalisten erhalten zunächst einen einmonatigen Lehrgang am International Media Center Hamburg  bzw. der Tsinghua-Universität in Beijing. Anschließend hospitieren sie für zwei Monate bei Medien (Print, Online, Fernsehen und Radio) des jeweiligen Gastlandes. Gleichzeitig haben sie die Möglichkeit, als Korrespondenten auf Zeit für ihre Heimatmedien zu berichten. Die Teilnehmer des Programms erhalten ein monatliches Stipendium in Höhe von 1200 Euro. Die Programmsprache ist Englisch.
Bisherige Kooperationspartner auf chinesischer Seite waren u. a. die Nachrichtenagentur Xinhua, die Tageszeitungen China Daily und Global Times, die Wirtschaftsmagazine Caixin und Caijing  sowie die Rundfunkunternehmen China Central Television, Radio China International und Shanghai Media Group. Zu den deutschen Medien, die chinesische Gastjournalisten aufgenommen haben, gehören die Wochenzeitung Die Zeit, die Zeitungen Financial Times Deutschland, Handelsblatt und Bild, die Zeitschriften Manager Magazin, Geo und Gala, die Online-Medien Spiegel Online, stern.de und bild.de, sowie die TV-Sender NDR, DW-TV und RTL.
Ziel des Programms ist es, jungen Journalisten ein breiteres Wissen über das jeweilige Gastland und insbesondere dessen Mediensystem zu vermitteln. Die persönliche Erfahrung der Stipendiaten vor Ort soll ein tieferes Verständnis des Gastlandes ermöglichen und so die Völkerverständigung zwischen China und Deutschland fördern.
Seit 2007 fördert die Stiftung die deutsch-chinesischen Beziehungen als eigenen Schwerpunkt.
2011 haben chinesische und deutsche Alumni des Medienbotschafter-Programms das Deutsch-Chinesische Mediennetzwerk e.V. gegründet.